# Junín (kommunhuvudort)
Junín är en kommunhuvudort i Argentina.   Den ligger i provinsen Buenos Aires, i den centrala delen av landet, 230 km väster om huvudstaden Buenos Aires. Junín ligger 83 meter över havet och antalet invånare är 85 007.
Terrängen runt Junín är mycket platt.
Trakten runt Junín består till största delen av jordbruksmark. Runt Junín är det ganska glesbefolkat, med 42 invånare per kvadratkilometer.